# Paavo Haavikko
Paavo Haavikko (ur. 25 stycznia 1931 w Helsinkach, zm. 6 października 2008 tamże) – fiński poeta i dramaturg. Uważany był za jednego z najwybitniejszych pisarzy w Finlandii. W 1984 otrzymał prestiżową Nagrodę Neustadt. 
Pochodził z rodziny przedsiębiorców. Jego rodzicami byli Heikki Haavikko i Rauha Pyykönen. Od dzieciństwa cierpiał na wadę wymowy, nie umiał poprawnie artykułować głoski r. W latach 1951–52 służył w armii. Był dwukrotnie żonaty, najpierw z pisarką Marją-Liisą Vartio (1924-1966), a po jej śmierci z Ritvą Rainio.
W Polsce wiersza Paavo Haaviko ukazały się w tłumaczeniu Łukasza Sommera w Literaturze na Świecie w 2009 a także w antologii Podaj mi obie dłonie (1999). Powieść psychologiczna Lata (1962) została wydana w 1972.

## Wybrane prace
Poezja
- Tiet etäisyyksiin (1951[3])
- Talvipalatsi (1959[3])
- Kaksikymmentä ja yksi (1974[3])

Dramaty
- Yksityisiä asioita (1960[6])
- Näytelmät (1978[6])
- Ikuisen rauhan aika  (1981[6])
- Anastasia ja minä (1992[3])